# Jurij Sevidov
Jurij Aleksandrovič Sevidov (in russo Юрий Александрович Севидов?, angl. Yuri Aleksandrovich Sevidov; Mosca, 24 agosto 1942 – Marbella, 11 febbraio 2010) è stato un allenatore di calcio e calciatore sovietico, di ruolo attaccante.
È il 7º miglior marcatore della storia dello Spartak Mosca, con 71 reti.
È figlio di Aleksandr Sevidov.

## Palmarès

### Club

#### Competizioni nazionali
- Vysšaja Liga: 1

Spartak Mosca: 1962
- Coppa di Russia: 2

Spartak Mosca: 1963, 1965